# کایتو میاکه
کایتو میاکه (ژاپنی: 三宅 海斗؛ زادهٔ ۲۷ اوت ۱۹۹۷) یک بازیکن فوتبال اهل ژاپن است.
از باشگاه‌هایی که در آن بازی کرده‌است می‌توان به باشگاه فوتبال توچیگی و باشگاه فوتبال کاگوشیما یونایتد اشاره کرد.